# Oostrozebeke
Oostrozebeke (vls. Ôostrôzebeke) – miejscowość i gmina (gemeente) w Belgii, w Regionie Flamandzkim, w prowincji Flandria Zachodnia, w okręgu Tielt. 1 stycznia 2024 liczyła 8064 mieszkańców.

## Podział administracyjny
W skład gminy nie wchodzi żadna dzielnica (deelgemeente).

## Współpraca
Miejscowość partnerska:
- Wetter (Hessen), Niemcy